# Tillandsia multiflora
Tillandsia multiflora är en gräsväxtart som beskrevs av George Bentham. Tillandsia multiflora ingår i släktet Tillandsia och familjen Bromeliaceae.

## Underarter
Arten delas in i följande underarter:
- T. m. decipiens
- T. m. multiflora
- T. m. tomensis